# Malesherbia
Malesherbia és un gènere de plantes angiospermes de la família de les passifloràcies (Passifloraceae)). Són plantes natives de l'oest d'Amèrica del Sud, xeròfits de les zones àrides andines des del Perú fins a l'Argentina. Les anàlisis filogenètiques indicarien que es van originar al Perú entre el final del Miocè i l'inici del Plistocè com a resposta evolutiva front la desertificació. La diversificació en diferents espècies seria conseqüència de les variacions del clima durant el Plistocè.

## Descripció
Són plantes xeròfites que prenen la forma d'arbusts o subarbusts perennes o herbes que poden ser perennes o anuals. Les fulles acostumen a ser simples o pinnatisectes. Les flors, que poden ser blanques, grogues, verdes, roses, violetes o vermelles, són hermafrodites amb un calze format per cinc sèpals. El periant presenta els pètals soldats a la part inferior formant un tub d'una llargària d'entre 4 i 48 mm, amb 10 nervis, més o menys obert a la part superior segons l'espècie, amb cinc pètals i una corona. A l'androceu hi ha cinc estams i al gineceu de 3 a 4 carpels amb l'ovari súper, unilocular i amb molts òvuls amb placentació parietal. Les flors poden ser solitàries però acostumen a agrupar-se en inflorescències en panícula o racemoses. El fruit és una càpsula dehiscent.

## Taxonomia
Aquest gènere va ser publicat per primer cop l'any 1794 a l'obra lorae Peruvianae, et Chilensis Prodromus, sive novorum generum plantrum peruvianum, et chilensium descriptiones et icones pels botànics espanyols Hipólito Ruiz López (1754-1815) i José Antonio Pavón (1754-1844). Aquest gènere va ser dedicat a l'estadista i botànic francès Guillaume-Chrétien de Lamoignon de Malesherbes (1721-1794), executat durant la Revolució Francesa.

### Espècies
Dins del gènere Malesherbia es reconeixen les 25 espècies següents:
- Malesherbia angustisecta Harms
- Malesherbia ardens J.F.Macbr.
- Malesherbia arequipensis Ricardi
- Malesherbia auristipulata Ricardi
- Malesherbia bracteata Phil.
- Malesherbia corallina Muñoz-Schick & R.Pinto
- Malesherbia densiflora Phil.
- Malesherbia deserticola Phil.
- Malesherbia fasciculata D.Don
- Malesherbia fatimae Weigend & H.Beltrán
- Malesherbia haemantha Harms
- Malesherbia humilis Poepp.
- Malesherbia lactea Phil.
- Malesherbia laraosensis H.Beltrán & Weigend
- Malesherbia linearifolia (Cav.) Poir.
- Malesherbia lirana Gay
- Malesherbia paniculata D.Don
- Malesherbia scarlatiflora Gilg
- Malesherbia solanoides Meyen
- Malesherbia splendens Ricardi
- Malesherbia tenuifolia D.Don
- Malesherbia tocopillana Ricardi
- Malesherbia tubulosa (Cav.) J.St.-Hil.
- Malesherbia turbinea J.F.Macbr.
- Malesherbia weberbaueri Gilg

### Sinònims
El següents nom científic és un sinònim heterotípic de Malesherbia:
- Gynopleura Cav.